# The Scientist
Pour les articles homonymes, voir Scientist.
Singles de Coldplay
In My Place Clocks
Pistes de A Rush of Blood to the Head
God Put a Smile upon Your Face Clocks
The Scientist est une chanson du groupe Coldplay sortie le 4 novembre 2002, en tant que second single de l'album A Rush of Blood to the Head.
Il s'agit d'une ballade avec Chris Martin à la voix et au piano, rejoint par le reste du groupe après le premier refrain. Chris Martin dit avoir trouvé l'inspiration pour la chanson après avoir écouté l'album All Things Must Pass de George Harrison. Il essaya de jouer Isn't It a Pity mais il n'y arrivait pas et « la chanson [lui] est venue ».
Les critiques envers la chanson sont très positives. Le clip remporte trois MTV Video Music Awards, pour l'utilisation de la chronologie inversée. La chanson est également présente sur le premier album live du groupe, le Live 2003.
Le groupe anglais joue cette chanson lors de la cérémonie de clôture des jeux paralympiques de Londres 2012, le dimanche 9 septembre, au stade olympique de Londres, devant 80 000 personnes.

## Genèse

### Contexte
Le chanteur, Chris Martin, écrit la chanson après avoir écouté l'album All Things Must Pass de George Harrison. Dans une interview pour le magazine Rolling Stone, Chris Martin confie qu'alors qu'il travaillait sur le second album du groupe, A Rush of Blood to the Head, il réalisa qu'il manquait quelque chose,. Un soir, durant un séjour à Liverpool, Chris Martin trouve un vieux piano désaccordé,,. Il veut jouer Isn't It a Pity de George Harrison mais n'y parvient pas. Lorsque la chanson lui vient, il demande que l'enregistreur soit allumé. Chris Martin enregistre le piano et le chant dans un studio de Liverpool. Les paroles et le piano sont enregistrés lors de cette soirée. Trois semaines plus tard, le groupe revient dans le studio de Liverpool et les notes de guitare électrique de la fin de chanson sont ajoutées.
Interrogé sur les paroles de la chanson, au cours d'une interview, Chris Martin explique que la chanson parle tout simplement des filles : « C'est étrange que, quoi qu'il te passe à l'esprit, que ce soit la chute de l'économie mondiale ou les problèmes d'environnement, la chose qui te touche le plus est lorsque tu t'entiches de quelqu'un. »,,. Cependant, le livret de l'album indique que « Le scientifique est Dan », en parlant de Dan Keeling, le A&R qui a fait signer Coldplay chez Parlophone. Les paroles auraient été inspirées par la rupture d'un proche du groupe.

### Composition
La chanson est une ballade accompagnée au piano ; Chris Martin commence au chant avec une mélodie de piano à quatre accords puis est rejoint par le reste du groupe après le premier refrain. La chanson contient également un pupitre de cordes. Vers la fin de la chanson, une guitare électrique peut être entendue.
Les paroles de la chanson évoquent une relation amoureuse qui ne s'est pas déroulée comme prévu,. L'homme se sent impuissant,, s'excuse, et il souhaiterait avoir une autre chance,.
Le titre de la chanson remet également en question la science et la notion de « progrès » dans le troisième couplet : « Les questions de science et de progrès ne parlent pas aussi fort que mon cœur »,,.

## Accueil critique et commercial

### Sortie
Coldplay sort The Scientist en Europe, le 4 novembre 2002, en tant que deuxième single de l'album, accompagné par deux chansons (faces B) : 1.36 et I ran away. Le label américain du groupe, estimant que la chanson ne marcherait pas aux États-Unis, choisit Clocks comme deuxième single. La chanson sort finalement en tant que troisième single aux États-Unis, le 15 avril 2003.
The Scientist atteint la 40e place du ARIA Charts, le 1er novembre 2003. La chanson apparaît à la 18e place du classement Alternative Songs du magazine américain Billboard. La chanson atteint également la 16e place du Canada Singles Chart ainsi que la dixième place du UK Singles Chart, le 17 novembre 2002.

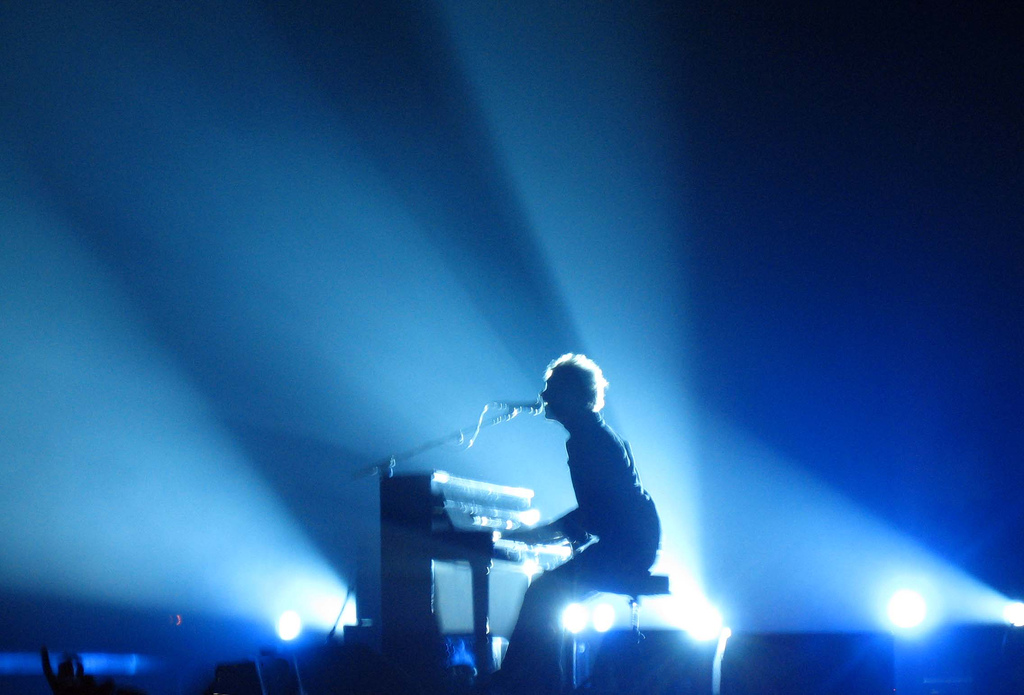
Chris Martin, au piano, jouant The Scientist, en 2005.

La pochette du single est réalisée par Sølve Sundsbø, qui réalise également celle de l'album. La pochette est similaire à celle de l'album, seule la forme centrale change. L'édition DVD du single a au contraire une couleur de fond noire.

### Accueil critique
Les critiques envers la chanson sont positives. Rob Sheffield, de Rolling Stone, dans sa critique de l'album, écrit : « La fantastique ballade au piano, The Scientist, a un fausset final qui pourrait faire se dresser les cheveux de tout le monde, ». Nick Southall, du magazine Stylus pense que « Le doigté au piano sur The Scientist est exécuté parfaitement, la chaleur de chaque note peut être perçue plutôt que le son strident d'un ensemble de notes comme c'est souvent le cas. »,. Ian Watson, de NME, écrit : « The Scientist est une chanson qui lie inexorablement le ciel d'une nuit sans fin et les espoirs aux regrets secrets de cent mille étrangers »,. Les Inrockuptibles écrit à propos de la chanson : « l’impressionnant The Scientist et son piano d’ambiance crépusculaire ». The Guardian juge que « La magnifique performance du chanteur Chris Martin transforme The Scientist en une sorte de ballade au piano, qui avait peu d'effet au début de leur carrière, en un hymne délicat et puissant à la fois. »,.
Seule la BBC n'apprécie pas la chanson qu'elle qualifie d'« insipide ».
En octobre 2001, NME place la chanson 37e de son classement des 150 meilleures chansons de ces quinze dernières années. En 2009, Rolling Stone classe la chanson à la 54e place de son classement des cent meilleures chansons de la décennie.

## Vidéoclip

### Scénario
Le clip de The Scientist a la particularité de raconter une histoire entièrement filmée à l'envers. D'autres clips utilisent ce concept de « narration inversée » : The Second Summer of Love, du groupe écossais Danny Wilson (1989), Return to Innocence, d'Enigma, Sitting, Waiting, Wishing de Jack Johnson, Don't Wait de Dashboard Confessional, Me, Myself and I de Beyoncé Knowles ou encore Typical de Mute Math. Pour les besoins du clip, Chris Martin doit donc apprendre les paroles de la chanson à l'envers, ce qui lui prend un mois,.
Tourné dans différents lieux (dont Londres et le Surrey), le clip est réalisé par Jamie Thraves,, connu pour son travail sur le clip de Just, de Radiohead. Le clip est tourné entre le 30 septembre et le 3 octobre 2002. Le clip est diffusé pour la première fois le 14 octobre 2002.

### Description
Chris Martin y déambule, seul, dans la rue. Au fur et à mesure du clip, le spectateur prend connaissance des événements récents arrivés au personnage (joué par Chris Martin).
Avant d'arriver dans la rue, Chris est allongé auprès d'une carcasse de voiture ; avant cela, il conduit sur une route, au côté de celle que l'on suppose être sa petite amie, avant que survienne un accident qui projette la voiture hors de la route, tuant la jeune fille,.
La voiture utilisée dans le clip est une BMW E28. Bien qu'il ait été tourné en Angleterre, la voiture dispose d'une plaque d'immatriculation du Wyoming, en usage de 1983 à 1988 et le volant à droite. Le véhicule est une BMW E28 Série 5, fabriquée de 1982 à 1988. La jeune femme est jouée par l'actrice irlandaise Elaine Cassidy.
En 2003, le clip de The Scientist obtient trois récompenses aux MTV Video Music Awards : « Meilleur clip pour un groupe », « Meilleure réalisation », « Meilleure découverte ». Il est aussi nommé à la 46e cérémonie des Grammy Awards dans la catégorie « Meilleur clip » mais la récompense est remportée par Johnny Cash pour Hurt.

## Interprétations scéniques
La chanson est jouée pour la première fois lors de la première date du A Rush of Blood to the Head Tour au Queen's Hall d'Édimbourg,.
La chanson est jouée à quasiment tous les concerts du groupe depuis 2002. La chanson est également présente sur les deux albums live du groupe, le Live 2003 et le Live 2012 (en) (en bonus).
Le groupe anglais joue cette chanson lors de la cérémonie de clôture des Jeux paralympiques de Londres 2012, le dimanche 9 septembre 2012, au stade olympique de Londres, devant 80 000 personnes,.

## Autres versions
De nombreux artistes francophones et anglophones ont repris la chanson depuis sa sortie en 2002. Parmi les artistes francophones figure Diane Tell qui a repris la chanson, qu'elle a librement traduite en français, sous le titre Reprenons du départ, sur son album Popeline (2005). En 2008, c'est au tour du groupe d'enfants Vox Angeli de reprendre The Scientist, dans l'album Vox Angeli.
Des artistes anglophones ont repris la chanson lors de concerts. Natasha Bedingfield, Eamon et Avril Lavigne reprennent la chanson dans l'émission radio de Jo Whiley (en), Live Lounge (en). Belinda Carlisle reprend également la chanson lors de l'émission Hit Me, Baby, One More Time (en). Allison Iraheta et Kris Allen reprennent aussi la chanson lors du No Phone Zone rally d'Oprah Winfrey. En 2014, Miley Cyrus reprend la chanson dans certains concerts de la tournée Bangerz Tour.
Des artistes incluent des reprises de la chanson sur leurs albums. Par exemple, le quatuor, All Angels (en), fait une reprise de cette chanson sur l'album Into Paradise (en), sorti en 2007. Evil Activities, DJ néerlandais, sample Nobody Said it Was Easy dans sa piste du même titre. En 2011, Willie Nelson reprend la chanson pour un court métrage de la marque Chipotle Mexican Grill. La chanson figure également sur son album Heroes (en), sorti en 2012. Aimee Mann reprend The Scientist, en concert, et la sort sur une édition spéciale de son album Lost In Space.
En 2012, la série Glee reprend le titre dans l'épisode 4 de la saison 4. La chanson est interprétée par Cory Monteith, Darren Criss, Naya Rivera, Matthew Morrison, Lea Michele, Chris Colfer, Heather Morris et Jayma Mays. Cette version se classe 91e au Billboard Hot 100. L'émission télévisée MAD TV fait une parodie de la chanson, nommée The Narcissist (« Le Narcissique »). Une reprise de Johnette Napolitano (en) et Danny Lohner figure dans le film Rencontre à Wicker Park.

## Formats et éditions
| No | Titre         | Durée |
| -- | ------------- | ----- |
| 1. | The Scientist | 5:11  |
| 2. | 1.36          | 2:05  |
| 3. | I Ran Away    | 4:26  |

| No | Titre                                   | Durée |
| -- | --------------------------------------- | ----- |
| 1. | The Scientist (Edit)                    |       |
| 2. | The Scientist (vidéo à l'envers)        |       |
| 3. | Lips Like Sugar (en) (Live à l'Olympia) |       |
| 4. | Interview avec les membres du groupe    |       |

## Crédits
- Coldplay — composition
- Ken Nelson et Mark Phytian — mixage
- George Marino - mastering

Les crédits musicaux sont issus du livret de l'album A Rush of Blood to the Head.

## Classements et certifications
| Classement (2002-2003)         | Meilleure position |
| ------------------------------ | ------------------ |
| Australie (ARIA)               | 40                 |
| Autriche (Ö3 Austria Top 40)   | 8                  |
| Canada (Canadian Hot 100)      | 6                  |
| France (SNEP)                  | 96                 |
| Allemagne (Media Control AG)   | 26                 |
| Hongrie (Single Top 40)        | 18                 |
| Irlande (IRMA)                 | 15                 |
| Italie (FIMI)                  | 23                 |
| Pays-Bas (Single Top 100)      | 20                 |
| Pologne Classement single      | 1                  |
| Suède (Sverigetopplistan)      | 56                 |
| Suisse (Schweizer Hitparade)   | 28                 |
| Royaume-Uni (UK Singles Chart) | 10                 |
| États-Unis (Alternative Songs) | 18                 |
| États-Unis (Adult Pop Songs)   | 34                 |

| Pays              | Certification |
| ----------------- | ------------- |
| Italie (FIMI)     | Or            |
| Royaume-Uni (BPI) | Argent        |
| États-Unis (RIAA) | Or            |